# Ateneo de Cádiz
Ateneo Literario, Artístico y Científico de Cádiz
Segundo Ateneo de España, tras el creado en Madrid. Tiene su localización en Calle Ancha, 20, 11001 Cádiz. Fundado en 1858. Medalla de Oro de la Ciudad Medalla y Placa de Oro de la Provincia

## Historia
El término Ateneo proliferó en la Europa del siglo XIX, refiriéndose así a las asociaciones que fomentaron en sus sedes las artes, las ciencias y las letras. En 1775 vio la luz el Athénée de Paris, precursor de los ateneos y que tuvo su réplica en el madrileño Ateneo Patriótico Español en 1820 y en su homónimo londinense, el Athenaeum Club, instituido en 1824 y en el que ateneístas españoles como Marino Lagasca o el militar José Núñez Arenas, participaron en su creación.
En España la corriente nace bajo el espíritu liberal del llamado Trienio Liberal(1820-1823). Con la llegada de la llamada Década Ominiosa(1823-1833), el Ateneo Patriótico Español fue clausurado por las políticas absolutistas. Muchos ateneístas marcharon al exilio parisino y londinense, siendo en la capital británica donde –bajo la dirección de Mariano Lagasca, Alberto Lista o Mariano Rodríguez Ledesma, entre otros– surgió el 16 de marzo de 1829 el Ateneo Español de Londres, que replicó el modelo madrileño de 1820 y subsistió hasta 1832.
En el año 1835 el antiguo Ateneo Español creado en Madrid cambia de nombre por el de Ateneo Científico y Literario. Sería así el primer Ateneo, fruto del pensamiento liberal y de las inquietudes culturales de la época.
Poco después en 1858, ve su luz el Ateneo Literario, Artístico y Científico de Cádiz y ello se entronca en el substrato social y cultural que Cádiz tenía.
El liberalismo gaditano y ese afán cultural ya eran señas de identidad del pueblo gaditano. Como nos recuerda Gregorio Marañón en su prólogo del libro de Ramón Solís El Cádiz de las Cortes "Cádiz al principio del siglo XIX, era de todas las ciudades españolas la que por su cultura, su firmeza, su sentido universal tenía que sentir la honda responsabilidad de aquel viento que soplaba por el mundo en el siglo XVIII, afán de saber, de afinar los resortes de los sentimientos humanos, de abrir ventanas al 'espíritu del siglo'…".
En este sentido, la influencia del pueblo gaditano, de su manera de ser y sentir a lo largo de la historia fueron decisivos en esos momentos. El mundo entraba en una nueva fase, hacía falta una resurrección de la vida española, en una especie de humanismo en la libertad, y Cádiz fue decisivo en esa transición hacia una nueva Sociedad.
Los siglos XVII y XVIII fueron muy importantes en la formación del pueblo gaditano, incorporándose muchas personas de distintas regiones y países. Dan un impulso fundamental al comercio, a la cultura.

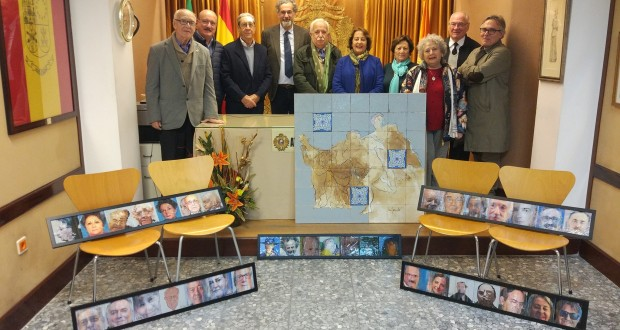
Ateneo

Ese encuentro histórico de naciones y culturas, ese vivir cotidiano, con ese espíritu universal y políglota habrán de condicionar, como un factor importante a tener en cuenta, una sociología especial del pueblo gaditano.
Orozco, en su historia de Cádiz, habla "… del trato sin dobleces, todos tienen buena y apacible comunicación y nobleza…". Todos cuantos escriben sobre Cádiz en los siglos XVII y XVIII, destacan ese espíritu abierto y acogedor, ese gran sentido de la tolerancia y compresión. Una de las características fundamentales para entender al pueblo gaditano y la base histórica que hace posible ese humanismo enriquecedor es la ancestral y escasa limitación de clases sociales, así como la ideología liberal y democrática que aglutinaba esa "comunidad insular". Ese sentido de la libertad que venía fundamentado en su especial desarrollo histórico, en su comunicación continua con el mundo exterior, en esa escala de valores de la cultura, el estudio y la tolerancia. Por otro lado, ese sentido de la libertad y de la cultura va a venir matizado por la permanente actitud crítica, sin duda enriquecedora, que le hace estar abierto siempre a nuevos horizontes.  Cuando uno analiza la historia de Cádiz, no puede menos que reflejar el espíritu de esa vida cultural. Como dice Ramón Solís, "...el nacimiento de la burguesía gaditana de origen comercial, había hecho que el estudio y la preparación cultural era al fin y al cabo el único blasón del que se podría hacer gala…".
El comerciante gaditano era generalmente un hombre culto, en la ciudad se vivía desde hacía años una tradición cultural, reflejada en las bibliotecas, colecciones de arte, tertulias, amor al teatro, etcétera. En general, el sentido comercial muchas veces no ha ido acompañado con el espíritu artístico o cultural, pero en Cádiz no ocurrió así; el comerciante gaditano, que estaba preparado culturalmente, con la decadencia posterior en el siglo XIX, va a poder incorporarse con facilidad a la política y a la vida cultural, muy especialmente a la literatura. Uno de los hechos más característicos era ese afán de leer, de adquirir cultura a través de los libros. No podemos olvidar que a comienzos del siglo XIX había en Cádiz veinte librerías. En esas coordenadas y con esos antecedentes, no es de extrañar que en 1858 viera su luz el Ateneo Literario, Artístico y Científico de Cádiz, el Ateneo Gaditano. Junto con el de Madrid serían los primeros de España.
El Ateneo ha mantenido sus señas de identidad a lo largo de su historia, ha sido y es un fiel reflejo de eso que entendemos por Humanismo Gaditano, esa manera de ser labrada, sedimentada, en sus antecedentes históricos, participando de ellos y con esa toma de conciencia de ser historia; con ese afán por la cultura y por su especial sentido de la libertad, con una actitud crítica positiva y un vitalismo catalizador que Cádiz descubrió hace muchísimos años y que forman parte de esa fórmula humanística del equilibrio.
El Ateneo ofrece una agenda de tertulias encuentros, así como un servicio de publicaciones

## Premios
- Medalla de Oro de la Ciudad
- Medalla y Placa de Oro de la Provincia
- Declarada de Utilidad Pública

## Presidentes
- Don Miguel Ayllón. Gibraltar, 1824- Madrid, 21 de marzo de 1886. Presidente del Ateneo de Cádiz de julio de 1858 a 1862
- Don Juan Ceballos Gómez. Cádiz, 1817- Cádiz, 4 de diciembre de 1874. Presidente del Ateneo de Cádiz de 1862- 1874
- Don Adolfo de Castro. Cádiz, 6 de septiembre de 1823- Cádiz, 13 de octubre de 1898. Presidente del Ateneo desde marzo de 1886 a junio de 1887
- Don Cayetano del Toro y Quartiellers. Cádiz, 4 de octubre de 1842- Cádiz, 2 de enero de 1915. Presidente del Ateneo de Cádiz en 1887 y en 1894-1896
- Don Alfonso Moreno Espinosa. Cebreros (Ávila), 9 de junio de 1840- Cádiz, 24 de agosto de 1905. Presidente del Ateneo de Cádiz desde 1887 a 1889.
- Don Rafael de la Viesca. Cádiz, 31 de julio de 1861- Cádiz, 17 de diciembre de 1908.Presidente del Ateneo de Cádiz desde 1889 a 1907
- Don Ramón Ventín. Cádiz, mayo de 1862- Cádiz, 7 de julio de 1927. Presidente del Ateneo de Cádiz de 1909 a 1927
- Don Enrique Álvarez López. Madrid, 1897- Madrid, 23 de diciembre de 1961. Presidente del Ateneo de Cádiz de 1930 a 1932
- Don José María Pemán. Cádiz, 8 de mayo de 1897 – Cádiz, 19 de julio de 1981. Fue Presidente del Ateneo de Cádiz en dos épocas: (1928/julio de 1931) (agosto de 1932/1981)
- Don Antonio Orozco. Cádiz 1934-2005. Presidente del Ateneo de Cádiz de 1981 a 1992
- Don Jose María García León. Presidente del Ateneo de Cádiz de 1992 a 2000
- Don Ignacio Moreno Aparicio. Cádiz, 1 de agosto de 1953. Presidente del Ateneo de Cádiz desde el 3 de julio de 2000 hasta el 22 de junio de 2018
- Don José Almenara Barrios. Presidente del Ateneo de Cádiz desde 2018

1. ↑  Ramón Solís. 1978, El Cádiz de las Cortes: La vida en la ciudad en los años de 1810 a 1813. Silex
2. ↑  Horozco, Agustín. 1845 Historia de la ciudad de Cádiz. Ayuntamiento(Imprenta de Manuel Bosch)
3. ↑  Manuel Concha Ruiz - Diario de Cádiz 19/7/2008